# Вандербілт (Пенсільванія)
Вандербілт (англ. Vanderbilt) — місто (англ. borough) в США, в окрузі Файєтт штату Пенсільванія. Населення — 419 осіб (2020).

## Географія
Вандербілт розташований за координатами 40°2′2″ пн. ш. 79°39′47″ зх. д. / 40.03389° пн. ш. 79.66306° зх. д. (40.033934, -79.663101).  За даними Бюро перепису населення США в 2010 році місто мало площу 0,45 км², уся площа — суходіл.

## Демографія
Згідно з переписом 2010 року, у селищі мешкало 476 осіб у 197 домогосподарствах у складі 131 родини. Густота населення становила 1049 осіб/км².  Було 219 помешкань (482/км²).
Расовий склад населення:
| - 95,8 % — білих - 1,9 % — чорних або афроамериканців |

До двох чи більше рас належало 2,1 %. Частка іспаномовних становила 0,2 % від усіх жителів.
За віковим діапазоном населення розподілялося таким чином: 23,5 % — особи молодші 18 років, 56,8 % — особи у віці 18—64 років, 19,7 % — особи у віці 65 років та старші. Медіана віку мешканця становила 42,0 року. На 100 осіб жіночої статі у селищі припадало 86,7 чоловіків;  на 100 жінок у віці від 18 років та старших — 86,7 чоловіків також старших 18 років.
Середній дохід на одне домашнє господарство  становив 51 685 доларів США (медіана — 45 469), а середній дохід на одну сім'ю — 65 523 долари (медіана — 55 938). За межею бідності перебувало 13,4 % осіб, у тому числі 21,8 % дітей у віці до 18 років та 3,8 % осіб у віці 65 років та старших.
Цивільне працевлаштоване населення становило 156 осіб. Основні галузі зайнятості: науковці, спеціалісти, менеджери — 19,9 %, освіта, охорона здоров'я та соціальна допомога — 16,0 %, будівництво — 15,4 %.